# Ferulago aucheri
Ferulago aucheri är en flockblommig växtart som beskrevs av Pierre Edmond Boissier. Ferulago aucheri ingår i släktet Ferulago och familjen flockblommiga växter. Inga underarter finns listade i Catalogue of Life.